# Список высших учебных заведений Тывы
В список высших учебных заведений Тывы включены образовательные учреждения высшего и высшего профессионального образования, находящиеся на территории Республики Тыва и участвовавшие в мониторинге Министерства образования и науки Российской Федерации 2015 года. Этим критериям в Тыве соответствуют 1 вуз и 3 филиала.
Филиалы вузов, головные организации которых находятся в иных субъектах федерации, сгруппированы в отдельном списке. Порядок следования элементов списка — алфавитный.
Вузы, лицензия которых не действует на 05 февраля 2016 года, отмечены цветом.

## Список высших образовательных учреждений
| Название                              | Категория       | Год основания | Месторасположение | Число студентов |
| ------------------------------------- | --------------- | ------------- | ----------------- | --------------- |
| Тувинский государственный университет | государственный | 1951          | Кызыл             | 4921            |

## Список филиалов высших образовательных учреждений
| Название                                                                         | Категория         | Год основания | Месторасположение | Месторасположение головной организации | Число студентов |
| -------------------------------------------------------------------------------- | ----------------- | ------------- | ----------------- | -------------------------------------- | --------------- |
| Тувинский филиал Восточно-Сибирской государственной академии культуры и искусств | государственный   |               | Кызыл             | Улан-Удэ                               |                 |
| Тывинский филиал Академического международного института                         | негосударственный |               | Кызыл             | Москва                                 |                 |
| Тывинский филиал Сибирского университета потребительской кооперации              | негосударственный | 1999          | Кызыл             | Новосибирск                            |                 |